# Ділан Козенс
Ділан Козенс (англ. Dylan Cozens; 9 лютого 2001, Вайтгорс, Юкон) — канадський хокеїст, центральний нападник клубу НХЛ «Баффало Сейбрс»‎.

## Ігрова кар'єра
Ділан обраний на драфті ЗХЛ під 19-м загальним номером командою «Летбридж Гаррікейнс».
21 червня 2019 року був обраний на драфті НХЛ під 7-м загальним номером командою «Баффало Сейбрс». Козенс став першим уродженцем Юкону, якого було обрано у першому раунді драфту НХЛ. 15 липня 2019 Ділан уклав трирічний контракт початкового рівня з «шаблями». 14 січня 2021 канадець дебютував у програшному матчі 4–6 проти «Вашингтон Кепіталс». В активі Козенса результативна передача на Тобіаса Рідера.
За підсумками сезону 2021–22 в активі гравця 38 очок в 79-ти матчах.
7 лютого 2023 року Ділан уклав новий семирічний контракт з «шаблями» на суму $49.7 мільойнів доларів.

## На рівні збірних
У складі юніорської збірної Канади був віце-капітаном на чемпіонаті світу 2019 року. На молодіжній першості 2020 він став одним із авторів голів у переможній грі 4–3 проти збірної Росії. 26 грудня 2020 Ділан у матчі проти збірної Німеччини вивів команду Канади, як капітан. У фінальній грі турніру канадці поступились американцям 0–2.
В складі національної збірної срібний призер та найкращий снайпер чемпіонату світу 2022.

## Статистика

### Клубні виступи
| Сезон        | Клуб                  | Ліга         | Регулярний сезон | Регулярний сезон | Регулярний сезон | Регулярний сезон | Регулярний сезон | Плей-оф | Плей-оф | Плей-оф | Плей-оф | Плей-оф |
| Сезон        | Клуб                  | Ліга         | І                | Г                | П                | О                | ШХ               | І       | Г       | П       | О       | ШХ      |
| ------------ | --------------------- | ------------ | ---------------- | ---------------- | ---------------- | ---------------- | ---------------- | ------- | ------- | ------- | ------- | ------- |
| 2015–16      | «Карібу Кугарс»       | БКХММЛ       | 2                | 1                | 1                | 2                | 0                | —       | —       | —       | —       | —       |
| 2016–17      | «Летбридж Гаррікейнс» | ЗХЛ          | 3                | 1                | 0                | 1                | 0                | 12      | 3       | 5       | 8       | 0       |
| 2017–18      | «Летбридж Гаррікейнс» | ЗХЛ          | 57               | 22               | 31               | 53               | 20               | 16      | 7       | 6       | 13      | 14      |
| 2018–19      | «Летбридж Гаррікейнс» | ЗХЛ          | 68               | 34               | 50               | 84               | 30               | 7       | 4       | 4       | 8       | 2       |
| 2019–20      | «Летбридж Гаррікейнс» | ЗХЛ          | 51               | 38               | 47               | 85               | 38               | —       | —       | —       | —       | —       |
| 2020–21      | «Баффало Сейбрс»      | НХЛ          | 41               | 4                | 9                | 13               | 16               | —       | —       | —       | —       | —       |
| 2021–22      | «Баффало Сейбрс»      | НХЛ          | 79               | 13               | 25               | 38               | 55               | —       | —       | —       | —       | —       |
| 2022–23      | «Баффало Сейбрс»      | НХЛ          | 81               | 31               | 37               | 68               | 41               | —       | —       | —       | —       | —       |
| Усього в ЗХЛ | Усього в ЗХЛ          | Усього в ЗХЛ | 179              | 95               | 128              | 223              | 88               | 35      | 14      | 15      | 29      | 16      |
| Усього в НХЛ | Усього в НХЛ          | Усього в НХЛ | 201              | 48               | 71               | 119              | 112              | —       | —       | —       | —       | —       |

### Збірна
| Рік                | Команда            | Турнір             | Місце              | І  | Г  | П  | О  | ШХ |
| ------------------ | ------------------ | ------------------ | ------------------ | -- | -- | -- | -- | -- |
| 2017               | Канада червоні     | U17                | 2                  | 6  | 1  | 6  | 7  | 0  |
| 2018               | Канада             | КГГ18              | 1                  | 5  | 2  | 3  | 5  | 0  |
| 2019               | Канада             | ЮЧС18              | 4-е                | 7  | 4  | 5  | 9  | 4  |
| 2020               | Канада             | МЧС                | 1                  | 7  | 2  | 7  | 9  | 4  |
| 2021               | Канада             | МЧС                | 2                  | 7  | 8  | 8  | 16 | 6  |
| 2022               | Канада             | ЧС                 | 2                  | 10 | 7  | 6  | 13 | 2  |
| Молодіжна збірна   | Молодіжна збірна   | Молодіжна збірна   | Молодіжна збірна   | 32 | 17 | 29 | 46 | 14 |
| Національна збірна | Національна збірна | Національна збірна | Національна збірна | 10 | 7  | 6  | 13 | 2  |